# Robert Skuppin

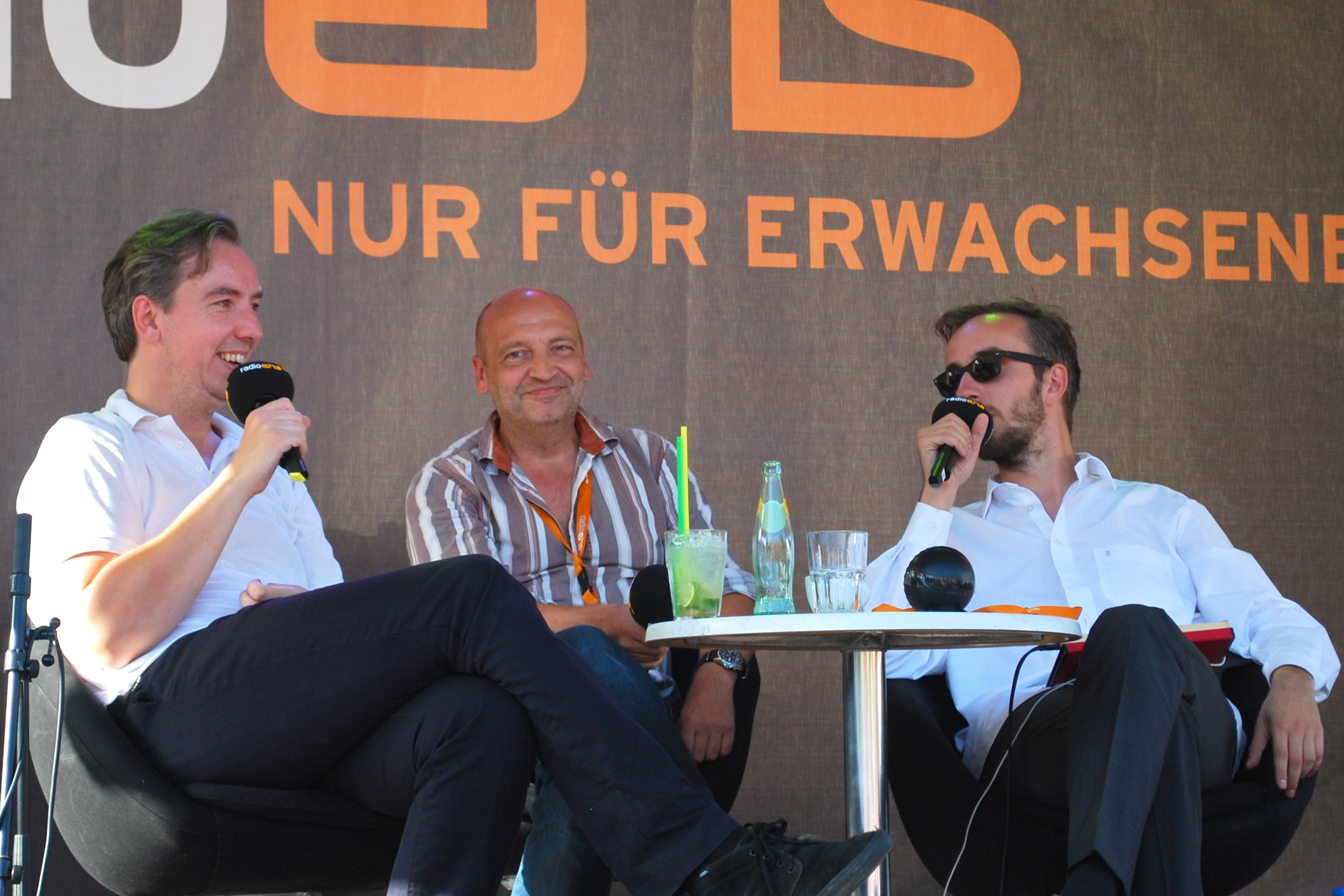
Skuppin (Mitte) mit Olli Schulz und Jan Böhmermann

Robert Dieter Heinrich Skuppin (* 1964 in Cham, Bayern) ist ein deutscher Journalist.

## Leben
Nach einem Studium der Publizistik, Politologie und Geschichte arbeitete Skuppin ab 1988 als Nachrichtenredakteur bei Radio 100. Später wechselte er zu Radio 4U des SFB. Danach moderierte er mit Volker Wieprecht bei Fritz und ab 1999 die Morgenshow bei Radioeins. Mit Wieprecht gründete er auch die Veranstaltungsagentur der apparat. Seine Anteile verkaufte er beim Wechsel auf den Chefposten bei Radioeins. Er war von 2011 bis 2023 Programmchef beim Sender Radio Eins des RBB.
Seit 2023 ist Robert Skuppin Leiter der Hauptabteilung Kultur des rbb. Seine Nachfolgerin bei Radio Eins ist Dorothee Hackenberg. 